# Тахтаджян, Армен Леонович

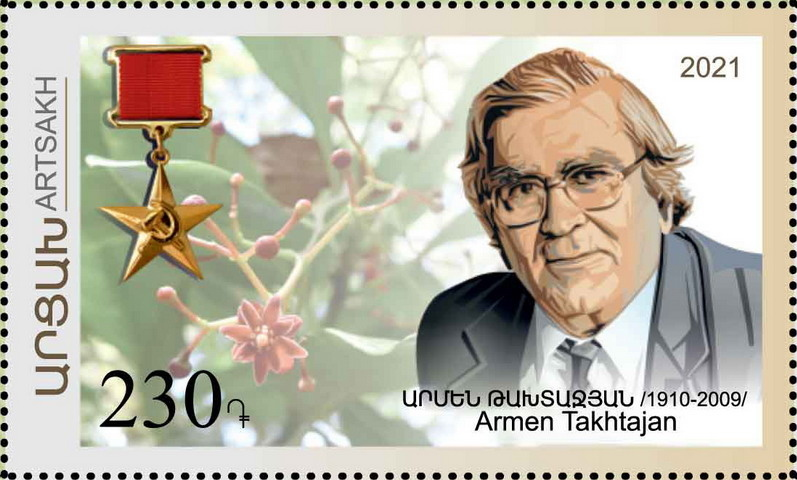
Почтовая марка Арцаха (2021)

Арме́н Лео́нович Тахтаджя́н (арм. Արմեն Լևոնի Թախտաջյան, 10 июня 1910, Шуша — 13 ноября 2009, Санкт-Петербург) — российский, советский, армянский ботаник, биолог-эволюционист; доктор биологических наук, академик АН СССР (1972), член Бюро Отделения общей биологии РАН. Специалист в области систематики растений и теории эволюции, создатель новой филогенетической системы классификации высших растений и новой системы ботанико-географического районирования нашей планеты, получивших всемирное научное признание. Президент Отделения ботаники Международного союза биологических наук. Герой Социалистического Труда (1990).
Автор более двадцати монографий и более трёхсот научных статей, посвящённых систематике растений, происхождению цветковых растений, эволюционной морфологии растений, палеоботанике, флористическому районированию.

## Биография

### Ранние годы

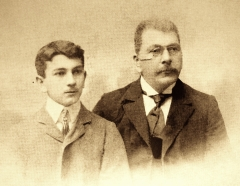
Леон Меликсанович (слева), отец А. Л. Тахтаджяна; и Меликсан Петрович, дед А. Л. Тахтаджяна.
Фотография примерно 1900 года.

Родился 10 июня (по старому стилю — 28 мая) 1910 года в городе Шуша (Нагорный Карабах) в семье потомственных армянских интеллигентов.
Дед, Меликсан Петрович Тахтаджян, родился в Трапезунде (сейчас — Трабзон, Турция), образование получил в Италии, в Академии мхитаристов, знал несколько восточных и европейских языков, работал журналистом; умер в 1930-х годах в Париже.
Отец, Леон Меликсанович Тахтаджян (1884—1950), уроженец Батуми, был по образованию агрономом, выпускником Сельскохозяйственного института Лейпцигского университета; окончив институт в 1906 году, он более двух лет стажировался на фермах Франции, Швейцарии и Великобритании, а также дополнительно изучал овцеводство. Владел немецким, французским, английским, русским, грузинским и азербайджанским языками. В 1908 году Леон Меликсанович в поисках работы приехал в Шушу, которая считалась в то время центром овцеводства в Закавказье, но, не найдя работу по специальности, до 1915 года преподавал немецкий язык в реальном училище и в армянской семинарии. Мать Армена Тахтаджяна, в девичестве Газарбекян Герселия Сергеевна (1887—1974), была уроженкой Шуши; она была связана родством с одной из ветвей знаменитой фамилии Лазаревых (Лазарян).
Его родители поженились в 1909 году. В семье было трое детей: Армен и его младшие сестры — Нелли (1914—1994) и Нора (1918—1965).
В 1918 году семья, спасаясь от погромов, была вынуждена покинуть Шушу и переселиться на север Армении.
С детства проявлял большой интерес к естествознанию, этому способствовало и то, что отец с сыном много путешествовали и охотились.

### Учёба и начало работы
Учился в Тифлисе в Единой трудовой школе № 42 (бывшем Манташевском коммерческом училище). Наибольшее влияние на него оказал преподаватель естествознания Александр Константинович Макаев (Макашвили) (1896—1962), который также преподавал в Тифлисском университете, был специалистом по культурным растениям и общему земледелию, автором ботанического словаря названий растений на грузинском, русском и латинском языках. Макаев брал Армена Тахтаджяна на экскурсии и учил определять растения по книге Сосновского и Гроссгейма «Определитель растений окрестности Тифлиса». По воспоминаниям самого Армена Леоновича, в четырнадцать лет он делал это уже легко.
Окончив в 1928 году среднюю школу, приехал в Ленинград, где стал вольнослушателем биологического факультета Ленинградского университета и прослушал курс лекций Владимира Леонтьевича Комарова (1869—1945) по морфологии растений. С 1929 по 1931 год учился на биологическом факультете Эриваньского университета (сейчас — Ереванский государственный университет), а в 1931 году вернулся в Тифлис, где поступил во Всесоюзный институт субтропических культур (ВИСК). Курс ботаники в институте читал Дмитрий Иванович Сосновский (1885—1952) — именно по его книге Тахтаджян учился определять растения в школьные годы. Сосновский был выдающимся систематиком, флористом, географом, знатоком флоры Кавказа; под его руководством Тахтаджян выполнил свои первые научные работы по систематике высших растений и по растительности.
В 1932 году после окончания института работал лаборантом в Сухуми, в Сухумском субтропическом отделении Всесоюзного института прикладной ботаники и новых культур (сейчас — Всероссийский институт растениеводства им. Н. И. Вавилова).

### Работа в Ереване

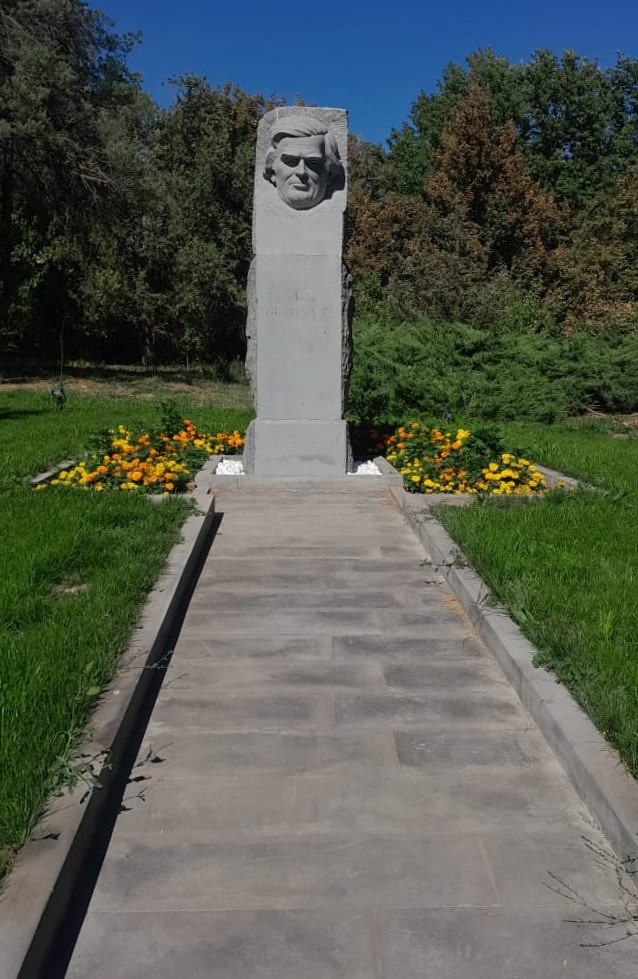
Бюст Тахтаджяна в Ереванском ботаническом саду

В том же 1932 году Тахтаджян переехал в Эривань (с 1936 года — Ереван), получив приглашение занять должность научного сотрудника в Естественно-историческом музее Армении. В начале своей научной деятельности занимался частными проблемами флористики и систематики, с увлечением изучая растительный мир Армении и Закавказья в целом. Под руководством Софии Георгиевны Тамамшян (1901—1981), которая, как и Тахтаджян, была ученицей Д. И. Сосновского, занимался сбором растений для гербария, много путешествовал по региону. Он вспоминал: «Мы с моим осликом обошли почти все уголки Армении. Я собирал растения для гербария, а мой ослик вёз на себе гербарные сетки». В эти годы Тахтаджян неоднократно приезжал в Ленинград, где работал в гербарии и библиотеке Ботанического института. В 1934 году была напечатана его первая статья — «К экологии Ceratocarpus arenarius L.» (в журнале «Советская ботаника»).
С 1935 года работал в должности старшего научного сотрудника в Гербарии Биологического института Армянского филиала АН СССР. Летом 1935 года познакомился с Николаем Ивановичем Вавиловым (1887—1943) — для экспедиции по долине реки Аракс Сосновский порекомендовал Вавилову Тахтаджяна в качестве гида. В 1936 году Тахтаджян начал читать курс лекций по систематике и географии растений в Ереванском университете, при этом ввёл в преподавание курс лекций по растительности Армении. На тему растительности Армении («Ксерофильная растительность скелетных гор Армении») была и кандидатская диссертация, которую Тахтаджян готовил в этот период; защита состоялась в январе 1938 года в Ленинграде. Первая книга Тахтаджяна, «Ботанико-географический очерк Армении» (опубликована в 1941 году), также была посвящена этой теме.
В 1941 году был призван в армию, но в первые же месяцы службы заболел тропической малярией в тяжёлой форме. После демобилизации по состоянию здоровья он вернулся в Ереван. В 1943 году защитил докторскую диссертацию на тему «Эволюция плацентации и филогения высших растений» и стал профессором Ереванского университета. В 1944 году, в связи с созданием Академии наук Армянской ССР, из состава Ереванского ботанического сада был выделен Институт ботаники Академии наук Армянской ССР — и Тахтаджян по инициативе академика В. Л. Комарова был назначен директором нового института. В 1946 году при непосредственном участии Тахтаджяна было организовано Армянское географическое общество, первым президентом которого (до 1948 года) стал Тахтаджян.
В августе 1948 года прошла сессия ВАСХНИЛ, после которой Тахтаджян был обвинён в «менделизме» и «вейсманизме» и уволен со всех постов.

### Работа в Ленинграде
С ноября 1949 года занимал должность профессора кафедры морфологии и систематики растений биолого-почвенного факультета Ленинградского университета, а с 1951 по 1954 год был деканом этого факультета. Продолжал читать лекции в университете до 1961 года. С 1954 года — сотрудник Ботанического института Академии Наук СССР, заведующий отделом (с 1960 года — лабораторией) палеоботаники, а с 1963 года — руководитель отдела высших растений.
Принимал активное участие в работе XI Международного ботанического конгресса, прошедшего в американском Сиэтле в августе 1969 года, был награждён на нём медалью Medal of the XI International Botanical Congress, Seattle, USA. На конгрессе было одобрено предложение советской делегации провести следующий конгресс в Ленинграде. Реализацией этого решения занимался Тахтаджян, в 1970 году он возглавил Оргкомитет конгресса и в течение пяти лет занимался координацией той огромной работы, которая была связана с подготовкой этого мероприятия.
Очень важным для Тахтаджяна был 1971 год — в этом году он участвовал в тихоокеанской морской экспедиции на борту корабля «Дмитрий Менделеев». Тахтаджян, как и многие другие ботаники, считал, что именно Тихоокеанский бассейн являлся родиной цветковых растений, и именно здесь можно найти многие «недостающие звенья» в филогенетических цепях цветковых. Во время этой экспедиции Тахтаджяну удалось побывать и собрать ботанические материалы на Фиджи, Самоа, в Сингапуре, Новой Гвинее, Новой Каледонии, Новой Зеландии, Австралии. Ему удалось побывать и на острове Лорд-Хау, практически вся флора которого носит реликтовый характер, а процент эндемиков чрезвычайно высок. На Фиджи Тахтаджян лично исследовал одну из «ботанических сенсаций XX века» — дегенерию фиджийскую (degeneria vitiensis), являющуюся одним из наиболее примитивных современных цветковых растений.
В 1975 году в Ленинграде состоялся XII Международный ботанический конгресс, на котором собралось более пяти тысяч участников со всего мира. В качестве президента конгресса Тахтаджян выступил с программной речью «Ботаника в современном мире». На конгрессе он был избран президентом Отделения ботаники Международного союза биологических наук, а также президентом Международной ассоциации по таксономии растений.
Ещё одним направлением деятельности Тахтаджяна с начала восьмидесятых до начала девяностых было участие в подготовке многотомного энциклопедического издания «Жизнь растений» (1974—1982). Под его редакцией были выпущены пятый (в двух книгах) и шестой тома энциклопедической серии «Жизнь растений» (1980—1982), посвящённые цветковым растениям.
Последней работой Тахтаджяна стала подготовка нового издания его книги «Flowering Plants». Переиздание вышло в 2009 году; в нём Тахтаджян предложил новую версию своей системы цветковых растений, переработанную с учётом последних результатов молекулярной филогенетики.

#### Хронология
- 1910. Родился в Шуше.
- 1918. Семья с детьми переехала в Армению.
- 1928. Окончил школу в Тифлисе.
- 1932. Лаборант в Сухумском субтропическом отделении Всесоюзного института прикладной ботаники и новых культур.
- 1932—1935. Научный сотрудник Естественно-исторического музея Армении.
- 1934. Опубликована первая статья Тахтаджяна.
- 1935. Знакомство с Н. И. Вавиловым, участие в экспедиции по реке Аракс.
- 1935. Старший научный сотрудник в Гербарии Биологического института Армянского филиала АН СССР.
- 1938. Защита кандидатской диссертации.
- 1938—1948. Заведующий кафедрой морфологии и систематики растений Ереванского университета.
- 1941. Опубликована первая книга Тахтаджяна, «Ботанико-географический очерк Армении».
- 1943. Защита докторской диссертации.
- 1944—1948. Директор Ботанического института Академии наук Армянской ССР.
- 1945. Член-корреспондент АН Армянской ССР.
- 1946. Член КПСС.
- 1946—1948. Президент Армянского географического общества.
- 1949—1961. Профессор кафедры морфологии и систематики растений биолого-почвенного факультета Ленинградского университета.
- 1951—1954. Декан биолого-почвенного факультета Ленинградского университета.
- 1954. Заведующий отделом (1960 — лабораторией) палеоботаники Ботанического института АН СССР.
- 1966. Член-корреспондент АН СССР.
- 1970—1975. Председатель Оргкомитета XII Международного ботанического конгресса.
- 1971. Академик АН Армянской ССР.
- 1971. Иностранный член Национальной академии наук США.
- 1972. Академик АН СССР.
- С 1973. Президент Всесоюзного ботанического общества.
- 1975. Президент XII Международного ботанического конгресса (3—10 июля 1975) в Ленинграде.
- С 1975. Президент Отделения ботаники Международного союза биологических наук.
- 1976—1986. Директор Ботанического института АН СССР.
- 1978. Публикация книги «Флористические области Земли».
- 1981. Государственная премия СССР.
- 1987. Публикация книги «Система магнолиофитов».
- 1990. Удостоен звания «Герой Социалистического труда».
- 1997. Публикация книги «Diversity and classification of flowering plants».
- 2009. Скончался в Санкт-Петербурге на сотом году жизни.

Cкончался 13 ноября 2009 года на сотом году жизни.
19 ноября 2009 года в зале Учёного совета Ботанического института РАН состоялась гражданская панихида. Отпевание прошло в Армянской церкви Смоленского кладбища. Похоронен на Смоленском армянском кладбище Санкт-Петербурга.

## Семья
Жена (с декабря 1947 года) — Алиса Григорьевна Давтян (24.06.1924—2005). В 1950-х годах семья жила в Ленинграде в университетском доме по адресу Каменноостровский проспект, д. 25 (угол с улицей Рентгена).
Дети:
- Леон (р. 01.10.1950) — математик[11] и физик-теоретик.
- Елена (род. 12.05.1956).
- Сурен (род. 12.05.1956) — филолог[12].

## Научные достижения
Основные труды — по систематике, эволюционной морфологии и филогении высших растений, происхождению цветковых, по фитогеографии, палеоботанике.
- Разработал систему высших растений и подробную систему цветковых, предложил вариант системы органического мира.
- Создал научную школу морфологов и систематиков растений.[источник не указан 70 дней]

Под редакцией и при участии Тахтаджяна изданы «Флора Армении» (т. 1—10, 1954—2001) и «Ископаемые цветковые растения СССР» (т. 1, 1974), «Сравнительная анатомия семян» (т. 1—6, 1985—2000), «Конспект флоры Кавказа» (т. 1—2, 2003—2006).

 Я не думаю, что постоянное стремление к совершенствованию системы нуждается в оправдании. В наш век быстрого развития ботанических исследований и возрастающего применения новых методов и новой техники система классификации любой группы растительного мира не может оставаться неизменной. Каковы бы ни были чисто практические неудобства постоянно изменяющейся системы классификации, она должна постоянно совершенствоваться. Поэтому я не могу не согласиться со словами моего друга и коллеги Robert Thorne: «…we must be very tentative and elastic in our putatively phylogenetic systems».— Тахтаджян А. Л. Введение из книги «Система магнолиофитов» (1987)

Много лет назад я указывал на то, что произвол в филогенетических построениях постепенно уступает место исследованиям, основанным на определённых принципах и методах… За прошедшие годы совместными усилиями сравнительно небольшого числа ботаников разных стран достигнут значительный прогресс в построении макросистемы покрытосеменных… Тем не менее есть ещё много спорного и в вопросах теории нашей науки, и в решении многих её частных задач. Остаётся также немало таксонов incertae sedis — неопределённого таксономического положения, причём даже среди семейств и порядков. Но работа ведётся интенсивная, фронт исследований расширяется и углубляется, и впереди открывается широкая перспектива нового расцвета этой увлекательной и волнующей области эволюционной ботаники.— Тахтаджян А. Л. Введение из книги «Система магнолиофитов» (1987)

### Публикации
Основные научные публикации:
- Об эволюционной гетерохронии признаков. / Доклады АН Армянской ССР, 1946, т. 5 (3). С. 79-86.
- Морфологическая эволюция покрытосеменных. — М., 1948.
- Высшие растения, 1. — М. —Л., 1956.
- Die Evolution der Angiospermen. Jena, 1959 (нем.)
- Основы эволюционной морфологии покрытосеменных. — М.—Л., 1964.
- Тахтаджян А. Л. Система и филогения цветковых растений / Академия наук СССР. Ботанический институт имени В. Л. Комарова. — М.—Л.: Наука, 1966. — 611 с. — 4300 экз.
- Flowering plants: origin and dispersal. 1969 (англ.)
- Происхождение и расселение цветковых растений. — Л., 1970.
- Тахтаджян А. Л., Фёдоров Ан. А. Флора Еревана: Определитель дикорастущих растений Араратской котловины / Академия наук СССР. Ботанический институт им. В. Л. Комарова. Академия наук Армянской ССР. Ботанический институт. — Изд. 2-е, перераб. и доп. — Л.: Наука, Ленинградское отделение, 1972. — 394 с. — 2200 экз.
- Evolution und Ausbreitung der Blütenpflanzen. Jena. 1973 (нем.)
- Тахтаджян А. Л. Флористические области Земли. — Л.: Наука, Ленинградское отделение, 1978. — 247 с. — 4000 экз.
- Floristic Regions of the World. Berkeley, 1986 (англ.)
- Тахтаджян А. Л. Система магнолиофитов. — Л.: Наука, 1987. — 439 с. — 3750 экз.
- Evolutionary trends in flowering plants. Columbia Univ. Press, New York 1991 (англ.)
- Diversity and Classification of Flowering Plants. Columbia Univ. Press, New York 1997 (англ.)
- Тахтаджян А. Л. Principia tectologica. Принципы организации и трансформации сложных систем: эволюционный подход. — Изд. 2-е, перераб. и доп. — СПб.: Издательство СПФХА, 2001. — 121 с. — 500 экз. — ISBN 5-8085-0119-9. Архивировано 4 марта 2016 года.
- Грани эволюции: Статьи по теории эволюции. 1943—2006 гг. / Науч. совет Программы фундаментальных исследований Президиума РАН «Издание трудов выдающихся учёных». — СПб.: Наука, 2007. — 326 с. — (Памятники отечественной науки. XX век). — 1000 экз. — ISBN 978-5-02-026273-7. — УДК 575 + 58
- Armen Takhtajan. Flowering Plants. Springer Verlag. 2009. 918 P. (англ.)

Полный список научных публикаций А. Л. Тахтаджяна приведён во втором номере журнала «Тахтаджяния» (2013).

## Награды, звания и премии
Основные звания и награды:
- Доктор биологических наук (1944)
- Профессор (1944)
- Заслуженный деятель науки Армянской ССР (1967)
- Лауреат Государственной премии СССР (1981)
- Заслуженный деятель науки РСФСР (1990)
- В 1969 году Тахтаджян стал лауреатом Премии имени В. Л. Комарова Академии наук СССР за монографию «Система и филогения цветковых растений» (1966).
- Государственная премия СССР за 1981 год — за монографию «Флористические области Земли» (1978).
- Премия «The Henry Allan Gleason Award» за выдающуюся публикацию года в области систематики растений, экологии и фитогеографии — за книгу «Diversity and classification of flowering plants» (1997).
- Премия имени Аллертона (США, 1990)
- Премия имени Генри Шоу (США, 1997)
- Герой Социалистического Труда. Звание присвоено 16 октября 1990 года за особый вклад в сохранение и развитие генетики и селекции, подготовку высококвалифицированных научных кадров[15]
- Орден Ленина
- Два орденами Трудового Красного Знамени
- Орден Дружбы народов (16 июня 1980 года)[16]
- Орден Святого Месропа Маштоца (1 апреля 2009 года, Армения) — за выдающиеся достижения в области естественных наук[17]
- Награждён медалями
- Благодарность Президента Российской Федерации (27 октября 2000 года) — за большой вклад в развитие отечественной науки, многолетний добросовестный труд[18]

## Членство в организациях
Был избран членом многих академий и научных обществ:
- Член-корреспондент Академии наук Армянской ССР (1945), Академик Академии наук Армянской ССР (1971)
- Член-корреспондент Академии наук СССР (1966), Академик Академии наук СССР (1972) / РАН
- Национальной академии наук США (1971)
- Финской академии наук и словесности (1971)
- Германской академии естествоиспытателей «Леопольдина» (1972)
- Линнеевского общества в Лондоне (1967)
- Польской академии наук (1977)
- Норвежской академии наук (1978)

Член Американского, Бенгальского, Болгарского, Польского, Эдинбургского ботанических обществ, Палеоботанического общества Индии (1967)

## Память
- Имя носит Институт ботаники Национальной академии наук Республики Армения[19].
- С 2010 года в Ботаническом институте РАН проводятся «Тахтаджяновские чтения», посвященные памяти академика. Вторые Тахтаджяновские чтения состоялись в 2012 году[20], третьи — в 2015 году[21].
- С 2011 года Армянским ботаническим обществом вместо сборника «Флора, растительность и растительные ресурсы Армении» начал выпускаться журнал Takhtajania[22], названный в память Армена Леоновича Тахтаджяна.

В честь А. Л. Тахтаджяна названы многие биологические таксоны как ископаемых, так и современных организмов. Некоторые из них:
Род ископаемых растений
- Takhtajanodoxa Snigirevskaya — Тахтаджянодокса. Ископаемые плауновидные.

Виды ископаемых растений
- Cinnamomum takhtajanii Guryev — Коричник Тахтаджяна
- Epimedium takhtajanii Kutuzkina — Эпимедиум Тахтаджяна
- Lepidostrobus takhtajanii Snigirevskaya — Лепидостробус Тахтаджяна [syn.  Achlamydocarpon takhtajanii (Snigirevskaya) Schumacker-Lambry — Ахламидокарпон Тахтаджяна]
- Magnolia takhtajanii Pneva — Магнолия Тахтаджяна
- Marsdenia takhtajanii Stephyrtza — Марсдения Тахтаджяна
- Populus takhtajanii I. Gabrielyan & Zhilin — Тополь Тахтаджяна
- Protodrynaria takhtajanii Vikulin et A.Bobrov — Протодринария Тахтаджяна
- Pseudoctenis takhtajanii Gomolitzky — Псевдоктенис Тахтаджяна

Роды современных растений
- Takhtajania Baranova & J.-F.Leroy (1978) — Тахтаджяния. Деревья и кустарники из дождевых горных лесов северной части Мадагаскара. Семейство Винтеровые.
- Takhtajaniantha Nazarova (1990) — Тахтаджянианта. Многолетние невысокие травы; встречаются на Кавказе, в Иране, на Ближнем Востоке.
- Takhtajanianthus A.B.De (1988)[~ 1] — Тахтаджяниантус. Травы, растущие в Иране, Сирии и Ливане. Семейство Астровые.
- Takhtajaniella V.E.Avet. (1980) — Тахтаджяниелла. Род, выделенный из рода Бурачок (Alyssum). Низкорослые травы, растущие на Кавказе, с мелкими жёлтыми цветками.

Виды современных растений
- Allochrusa takhtajanii Gabrieljan et Dittrich — Аллохруза Тахтаджяна
- Altingia takhtajanii T.V.Thai — Альтингия Тахтаджяна
- Astragalus takhtadzhjanii Grossh. — Астрагал Тахтаджяна
- Bufonia takhtajanii Nersesian — Буфония Тахтаджяна
- Campanula takhtadzhianii Fed. — Колокольчик Тахтаджяна[~ 2]
- Centaurea takhtajanii Gabrieljan et Ts.R.Tonyan — Василёк Тахтаджяна
- Chamaecrista takhtajanii A.Barreto et Yakovlev — Хамекриста Тахтаджяна
- Cousinia takhtajanii K.G.Tamanyan
- Erucastrum takhtajanii V.I.Dorofeev — Рогачка Тахтаджяна
- Gagea takhtajanii Levichev — Гусиный лук Тахтаджяна
- Goniothalamus takhtajanii Bân
- Gypsophila takhtadzhanii Schischkin ex Ikonnikov — Качим Тахтаджяна
- Isatis takhtadjanii E.Avetissjan — Вайда Тахтаджяна
- Lactuca takhtadzhianii Sosn. — Латук Тахтаджяна [syn. Cephalorrhynchus takhtadzhianii (Sosn.) Kirp., syn. Zollikoferiastrum takhtadzhianii (Sosn.) Kamelin]
- Microsorum takhtajanii V.N.Tu
- Onobrychys takhtajanii Sytin — Эспарцет Тахтаджяна
- Pyrus takhtadzhianii Fed. — Груша Тахтаджяна
- Rubus takhtadjanii Mulkidjanian — Рубус Тахтаджяна, или Ежевика Тахтаджяна
- Salsola takhtadshjanii Iljin — Солянка Тахтаджяна
- Saussurea takhtadjanii Lipschitz — Горькуша Тахтаджяна
- Scrophularia takhtajanii Gabrieljan — Норичник Тахтаджяна
- Sorbus takhtajanii Gabrieljan — Рябина Тахтаджяна

Виды животных
- Haptoncus takhtajani G.Medvedev et Tet-Minassian — Гаптонкус Тахтаджяна. Жуки из семейства блестянок (Nitidulidae), обитающие на островах Фиджи. Армен Тахтаджян обнаружил этих насекомых в цветках дегенерии на острове Вити-Леву во время экспедиции на Фиджи в 1971 году[24].
- Throscogenius takhtajani Iablokoff-Khnzorian, 1962 — ископаемые жуки подотряда Scarabaeina[25].

## Комментарии
1. ↑  Название Takhtajanianthus A.B.De (1988) обычно рассматривается как синоним правильного названия Rhanteriopsis Rauschert (1982).
2. ↑  По информации The Plant List, название Campanula takhtadzhianii Fed. (1953) входит в синонимику вида Campanula bayerniana Rupr. (1867)[23].